# 한수지 (음악가)
한수지는 대한민국의 음악가, 전직 수영 선수이다. 현재 한양대학교 사회교육원 교수이다.

## 음반 목록

### 정규 음반
- Lead Me On (2011)

### OST
- "Title (Waru Waru)" (2012, 로맨스가 필요해 2012 OST)
- "걷다보면" (2013, 네 이웃의 아내 OST)
- "Angel Eyes (Opening Title)" (2014, 엔젤 아이즈 OST)
- "Beautiful Sad" (2014, 엔젤아이즈 OST)
- "Winter Is Coming" (2017, 쓸쓸하고 찬란하神 - 도깨비 OST)
- "Round And Round" (2017, 도깨비 OST)

### 솔로
- "Lead Me On" (2015)